# Абель, Адольф
Адольф Абель (нем. Adolf Abel; 27 ноября 1882, Париж — 13 ноября 1968, Брукберг) — немецкий архитектор и преподаватель высшей школы.

## Биография
Родился в семье архитектора. Получил высшее образование в Штутгартском университете (1902—1904) и в Дрезденской академии изящных искусств (1904—1905), после чего совершил длительную учебную поездку по Северной Италии. После возвращения на родину работал в Дрездене (1906—1908), сотрудничая с Паулем Валлотом. В 1909 году переехал в Штутгарт и работал в архитектурном бюро «Шмоль и Штелин», а в 1910—1914 — в бюро «Эйзенлор и Пфенниг». После окончания Первой мировой войны Адольф Абель получил место ассистента при Штутгартской высшей технической школе, в 1921—1925 вёл в ней преподавательскую деятельность. Одновременно руководил отделом высотного строительства в компании Neckar-AG. В 1925 году Адольф Абель занял пост директора по городскому строительству Кёльна и работал на этой должности до 1930 года. В 1930 году Абель получил звание профессора архитектуры и городского строительства в Мюнхенском техническом университете. В 1933—1945 годах, при национал-социалистах, Адольф Абель занимается преимущественно лекционной деятельностью и выполнением частных заказов.
В 1946—1949 годах архитектор занимается восстановительными работами в западногерманской земле Баден-Вюртемберг и в Мюнхене, был членом комиссии по восстановлению Баден-Вюртемберга. В 1949—1955 годах он служил профессором в Дармштадтском техническом университете. В 1955 году вернулся в Штутгарт.
Адольф Абель был членом Баварской академии изящных искусств. Награждён Большим крестом за заслуги ФРГ.

## Творческое наследие

### Постройки (избранное)
- 1921: «Штутгартская биржа» (Торгово-промышленная палата)
- 1923: Склеп семьи Фолькман, Шапроде на острове Рюген
- 1923—1927(?): Защитные сооружения (дамбы) на реке Неккар, Штутгарт-Унтертюркхейм
- 1925—1926: Мост Фридриха Эберта через Неккар в Мангейме
- 1927—1928: Ограждение с башней на Кёльнской Мессе (ярмарке)
- 1927—1928: Выставочный зал «Штатенхалле», Кёльн
- 1927—1928: Ресторан «Рейнская терраса» на Кёлнской Мессе neben den Rheinhallen der Kölner Messe
- 1927—1929: Высотное здание близ вокзала в Кобленце Koblenz
- 1927—1929: Мюльхаймский мост (Кёльн)
- 1928—1935: Здание факультета гуманитарных наук К1ёльнского университета
- 1954—1956: «Зал песен» (Liederhalle, зал конгрессов и заседаний) в Штутгарте.

### Сочинения
- Regeneration der Städt — des Villes — of Towns. Erlenbach, Zürich 1950.

## Галерея

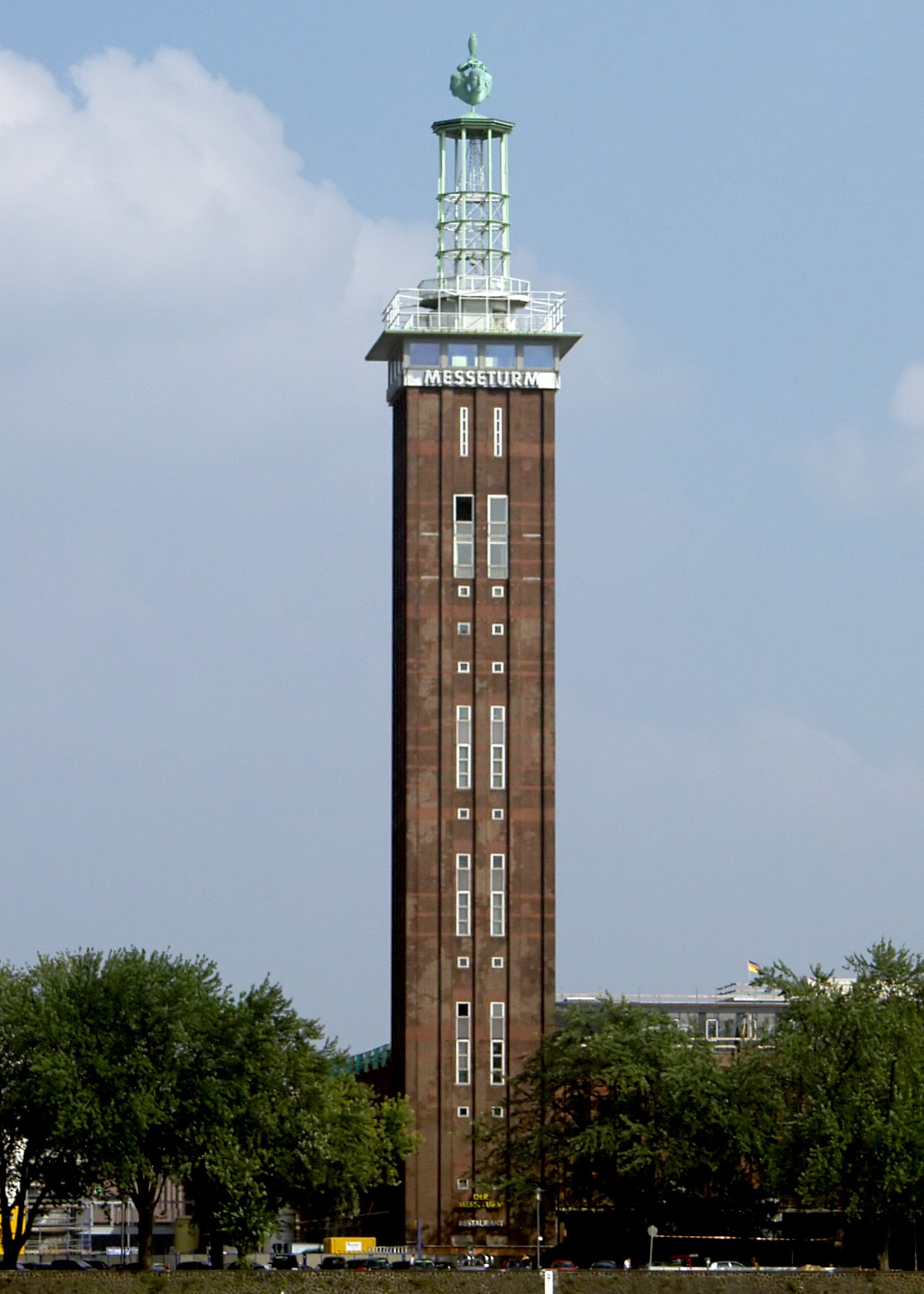
Башня при Рейнском зале в Кёльне
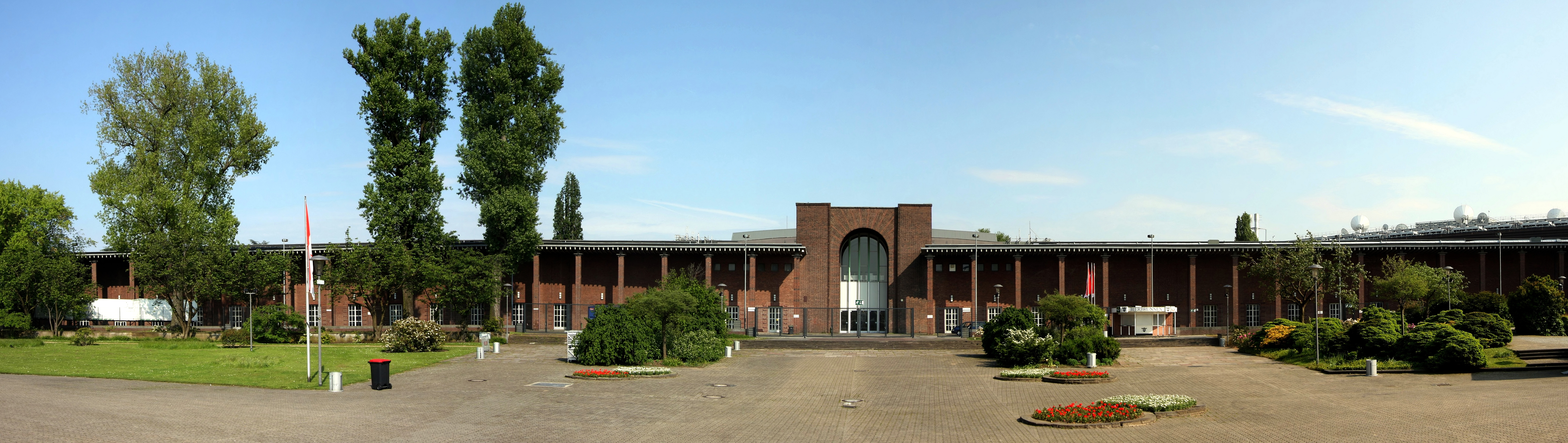
Дом правления в Рейн-парке Кёльна
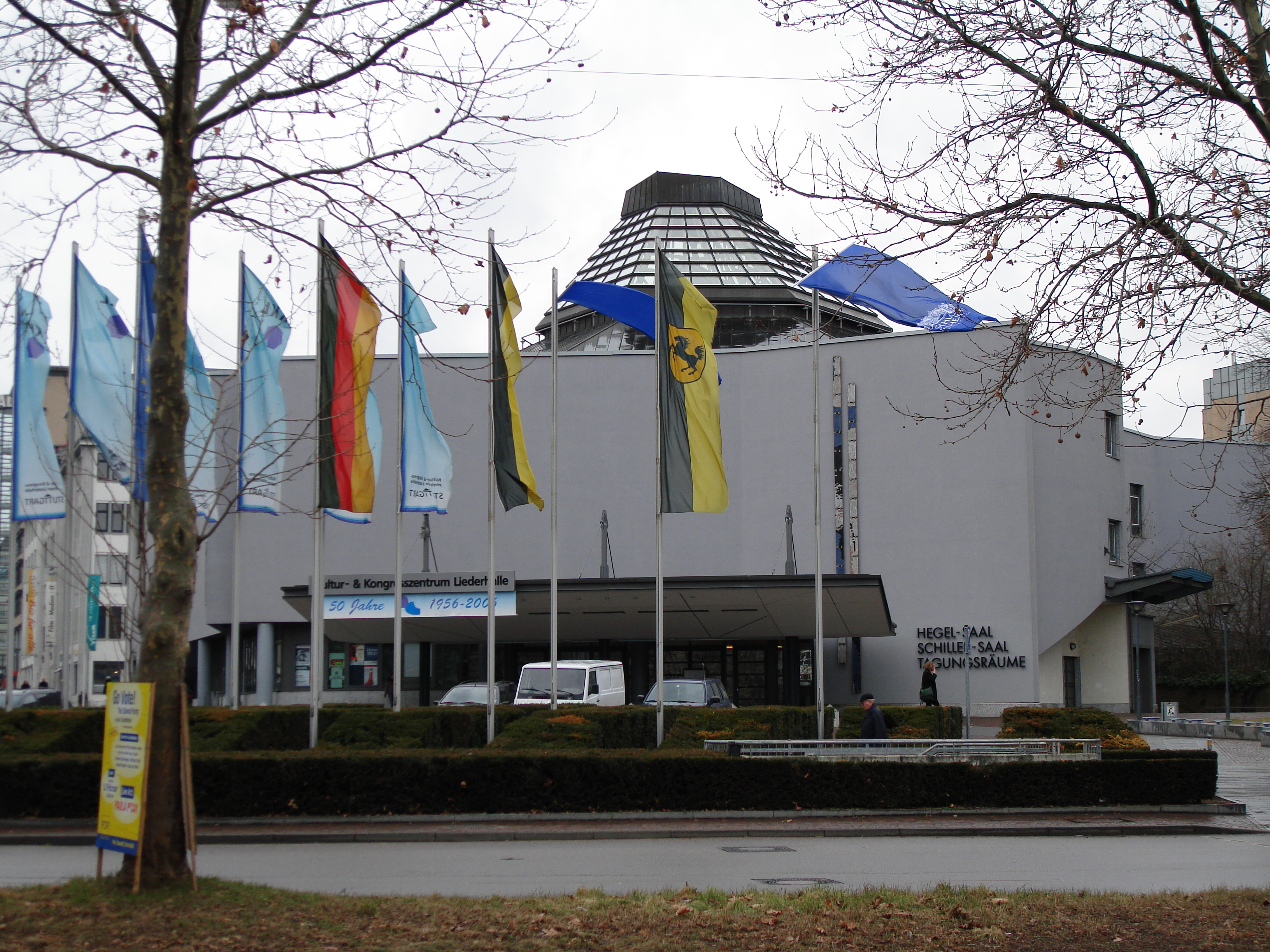
«Зал песен» (Лидерхалле) в Штутгарте
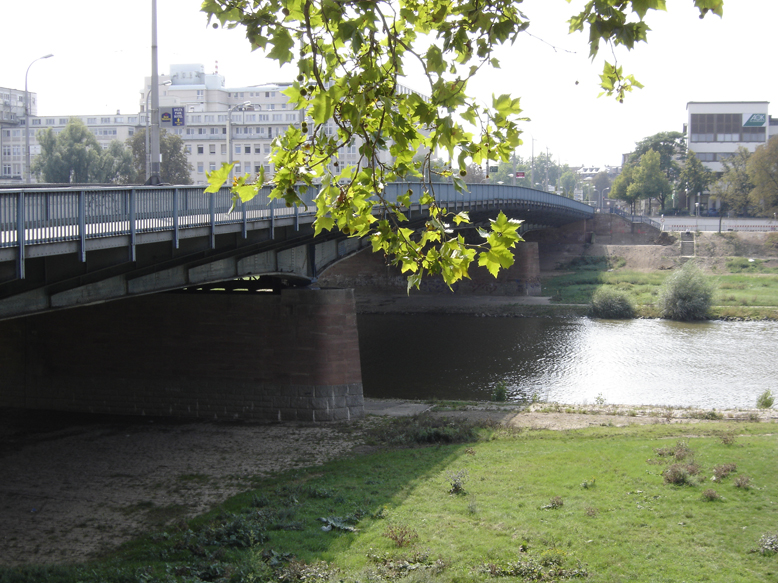
Мост Фридриха Эберта, Мангейм
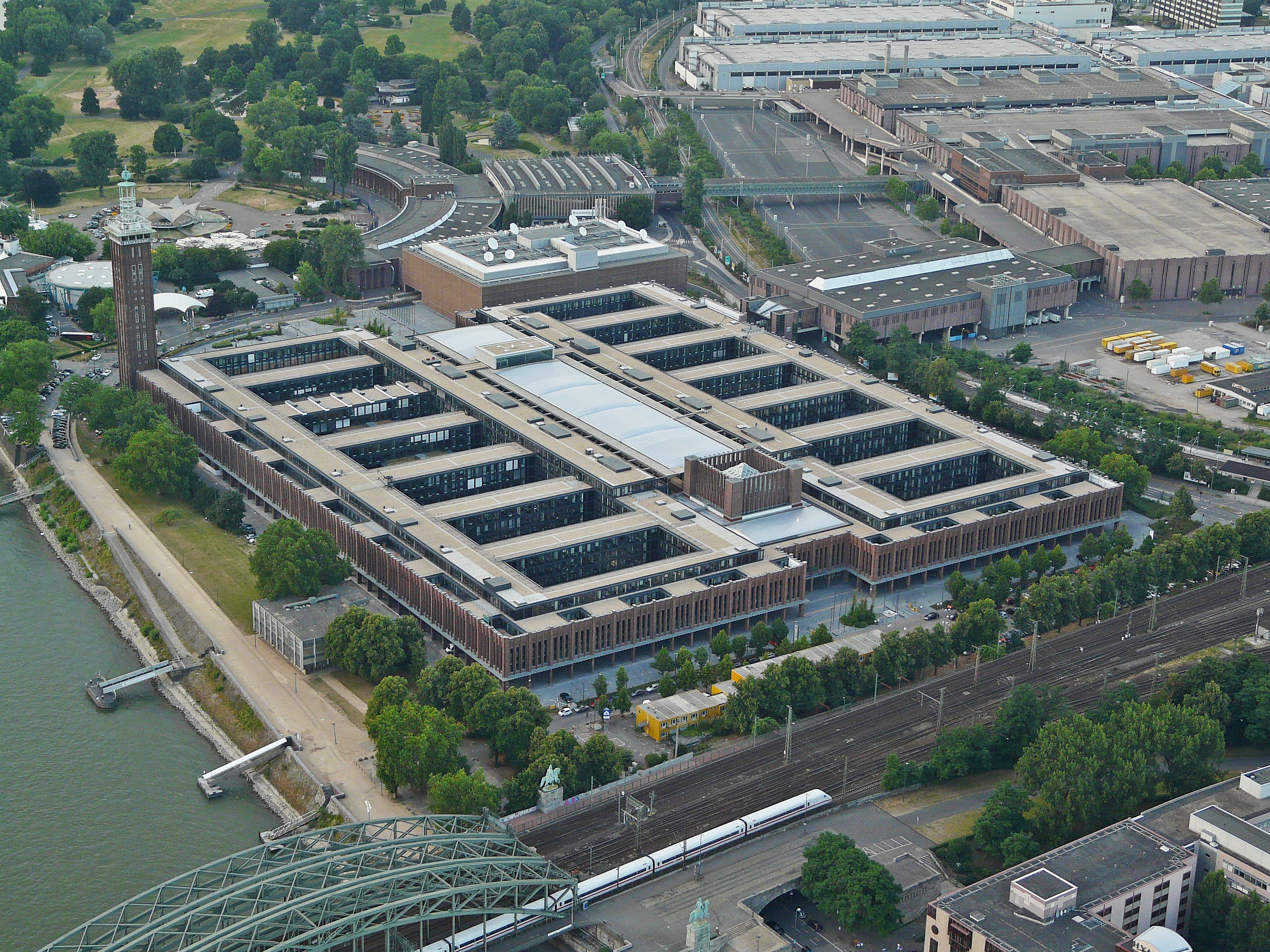
Рейнхалле, помещения на Кёльнской Мессе (выставочные и ярмарочные залы).